# Thomas Stielner
Thomas Stielner (* 15. März 1990) ist ein deutscher Schauspieler.

## Leben
Thomas Stielner spielte von 2002 bis 2007 an der Seite von Joseph Hannesschläger, Karin Thaler, Horst Kummeth, Marisa Burger, Markus Böker, Max Müller und anderen in der ZDF-Serie Die Rosenheim-Cops die Rolle des Vincent Hofer. Als Neffe des Kommissars Korbinian Hofer (Joseph Hannesschläger) hält Vincent Hofer seine Mutter (Karin Thaler) und seinen Onkel durch seine Streiche auf Trab.  
Zuletzt synchronisierte er für den Film Der Judas aus Tirol. Nach seiner Zeit bei den Rosenheim-Cops folgten mehrere Theaterrollen sowie ein Gastauftritt bei Dahoam is Dahoam.

## Filmografie
- 2002–2006: Die Rosenheim-Cops (Fernsehserie, 47 Episoden)
- 2015: Dahoam is Dahoam (Fernsehserie, Episode 1x1487)